# روابط خارجی فلسطین
روابط خارجی فلسطین از زمان تأسیس سازمان آزادی‌بخش فلسطین (ساف) در سال ۱۹۶۴ برقرار بوده است. از زمان پیمان‌های اسلو، این سازمان به دنبال به‌رسمیت‌شناسی بین‌المللی فلسطین در مرزهای ۱۹۶۷، با پایتختی اورشلیم شرقی است. در حال حاضر، ۱۴۷ کشور از ۱۹۳ کشور عضو سازمان ملل متحد، رسماً کشور فلسطین را به رسمیت می‌شناسند (اسرائیل توسط ۱۶۴ کشور، به رسمیت شناخته شده است).
در نوامبر ۱۹۸۸، مجلس ملی فلسطین، استقلال کشور فلسطین را اعلام کرد و در سال ۱۹۹۴، پس از توافق‌نامه اسلو، تشکیلات خودگردان فلسطین (PNA) تأسیس شد. کمیته اجرایی سازمان آزادی‌بخش فلسطین، وظایف دولت فلسطین را انجام می‌دهد.
پس از سال ۲۰۱۱، تلاش‌های دیپلماتیک سازمان آزادی‌بخش فلسطین بر کارزار فلسطین ۱۹۴، متمرکز شد که هدف آن کسب عضویت کشور فلسطین در سازمان ملل متحد است. در نوامبر ۲۰۱۲، با تصویب قطعنامه ۶۷/۱۹ مجمع عمومی سازمان ملل متحد، کشور فلسطین به عنوان یک کشور ناظر غیر عضو، در مجمع عمومی سازمان ملل متحد، پذیرفته شد.